# Тимофеев, Николай Тимофеевич (музыкант)
Никола́й Тимофе́евич Тимофе́ев (р. 11 декабря 1955, Ленинград) — советский и российский тромбонист, солист — бас-тромбонист симфонического оркестра Мариинского театра, Заслуженный артист Российской Федерации (2000).

## Биография
Николай Тимофеев начал заниматься музыкой, играя в детском духовом оркестре ленинградского ДК имени Ильича с 1967 по 1971 год. В 1975 году он окончил ленинградское музыкальное училище имени М. П. Мусоргского по классу А. Турчанинова, а в 1980 году — Ленинградскую консерваторию по классу Виктора Венгловского. В 1977—1978 годах Тимофеев играл в оркестре оперной студии Ленинградской консерватории. С 1978 года он — артист симфонического оркестра театра оперы и балета имени С. М. Кирова (Мариинского театра). В настоящее время он занимает должность солиста — бас-тромбониста. В 2000 году ему было присвоено почётное звание Заслуженный артист Российской Федерации.